# عدد بيوت
عدد بيوت (Bi) هو عدد ليس له وحدات، يستخدم في حسابات انتقال الحرارة في حالة عدم الاستقرار. وسمي على اسم الفيزيائي بيوت ويعطي مؤشر بسيط لنسبة مقاومة انتقال الحرارة على سطح الجسم وبداخله. هذه النسبة تحدد إذا كانت درجه الحرارة داخل الجسم سوف تتغير بشكل ملحوظ مع الفراغ أم لا، عندما يتم تسخين أو تبريد الجسم، عن طريق التدرج الحراري المطبق على السطح.
عموما، المسائل التي تحتوى على رقم بيوت بقيمة صغيرة (اقل بكثير من 1) بسيطة حراريا، نتيجة المجال الحراري المنتظم داخل الجسم. والعكس في حالة رقم بيوت أكبر من واحد تكون المسائل صعبة نتيجة عدم انتظام المجال الحراري داخل الجسم. لرقم بيوت مجموعة متنوعة من التطبيقات منها استخدامه في حساب الحرارة في السطوح الممتدة.

## التعريف
{\displaystyle \mathrm {Bi} ={\frac {hL_{C}}{\ k_{b}}}}
h : معامل فيلم أو معامل انتقال الحرارة.
Lc : الطول.
Kb :التوصيليه الحرارية للجسم.
الاهميه الفيزيائيه لرقم بيوت يمكن بسهوله فهمه عن طريق تخيل الحرارة المنبعثه من كره معدنيه صغيره غمرت فجاه في حوض به ماء فانتقلت الحرارة إلى المائع المحيط. تدفق الحرارة ينتج مقاومتين. الأولى داخل المعدن المصمت والثانية على سطح الكره. رقم بيوت سيصبح اقل من 1 إذا كانت المقاومة الحرارية الموجودة على السطح الفاصل بين المعدن والكره تخطت المقاومة المعدنية الموجودة بداخل الكره المعدنية. النظم التي يكون بها رقم بيوت اقل من 1 فانه من المفترض ان يكون السطح الداخلى للكره له درجه حراره واحده. ولكن درجه الحرارة ليست ثابته فمن الممكن ان تتغير. لان الحرارة بتنتقل من السطح إلى داخل الكره.
المعادلة التي تصف هذا التغير في درجه الحرارة داخل الجسم هي واحده من ابسط المعادلات الاسيه التي وصفت في قانون نيوتن للتبريد. في التباين، الكره المعدنية ممكن ان تكون كبيره بسبب ان الطول بيزيد وبيصل إلى نقطه يكون رقم بيوت عندها أكبر من الواحد. الآن، وبالرغم من أن ماده الكره موصل جيد فان التدرج الحراري بداخل الكره أصبح هاما. إذا صنعت الكره من ماده عازله حراريا مثل الخشب، فان المقاومة الداخلية لانتقال الحرارة ستتخطى السطح الفاصل بين الكره وسطح المائع حتى إذا كان حجم الكره صغير. في هذه الحالة فان رقم بيوت سيكون أكبر من 1.

## تطبيقات على رقم بيوت
تقل قيم رقم بيوت عن 0.1 وهذا يوحى بأن توصيل الحرارة داخل جسم ما اسرع من الحرارة الناتجة عن الحمل على سطح ذلك الجسم وتدرجات درجة الحرارة تعتبر مهملة داخل الجسم.
و هذا يشير إلى انطباق عدة طرق لحل مشاكل انتقال الحرارة العابرة. على سبيل المثال رقم بيوت اقل من 0.1 عاده تشمل على نسبه خطا اقل من 5% عندما تفترض نموذج المكثف الحراري لانتقال الحرارة العابر. عاده هذا النوع من التحليل يؤدي إلى دائره اسيه بسيطه للتبريد أو التسخين. لان كمية الطاقة الحرارية في الجسم بتتناسب مباشره مع درجه الحرارة، والذي بدوره يحدد معدل انتقال الحرارة داخل إلى داخل أو خارج الجسم. هذا يؤدي إلى معادله تفاضليه من الدرجة الأولى التي تصف انتقال الحرارة في هذا النظام. عندما يكون رقم بيوت اقل من0.1 فاننا نسمي المادة(thermally thin). والحرارة يفترض ان تكون ثابته خلال حجم المادة والعكس صحيح. عندما يكون رقم بيوت أكبر من 0.1 فاننا لا نستطيع ان نفترض هذا الافتراض ويتطلب معادله أكثر تعقيدا لتصف انتقال الحرارة ا للتوصيل الحراري العابر لكي تصف المجال الحراري المتغير مع الزمن والغير منتظم مكانيا داخل جسم المادة. مع رقم فورييه فان رقم بيوت يستخدم في مسائل التوصيل العابر.
{\displaystyle {T-T_{\infty } \over T_{0}-T_{\infty }}=e^{-BiFo}}